# Marie Elisabeth af Slesvig-Holsten-Gottorp (1678-1755)
Marie Elisabeth af Slesvig-Holsten-Gottorp (født 21. marts 1678 i Hamburg, død 17. juli 1755 i Quedlinburg) var en dansk-tysk prinsesse, der var abbedisse i Quedlinburg fra 1718 til 1755. Hun var datter af hertug Christian Albrecht af Slesvig-Holsten-Gottorp og Frederikke Amalie af Danmark.